# Episteira euneta
Episteira euneta là một loài bướm đêm trong họ Geometridae.